# Esperanza Roy
Esperanza Roy, (Madrid, 22 novembre 1935) est une actrice espagnole. Danseuse, star de magazine, actrice de cinéma et de théâtre, elle est passée par la compagnie de Nati Mistral et en 1968 elle fait ses débuts à l'écran avec un film de Francisco Regueiro "Si volvemos a vernos".

## Filmographie
- 1953 : Bella, la salvaje (en) de Raúl Medina et Roberto Rey
- 1964 : Relevo para un pistolero de Ramón Torrado : Edna
- 1964 : Dos chicas locas, locas (es) de Pedro Lazaga : servante de Rosa
- 1965 : Destino: Barajas
- 1965 : El cálido verano del Sr. Rodríguez
- 1967 : ¿Qué hacemos con los hijos? de Pedro Lazaga
- 1967 : Una bruja sin escoba (en) de José María Elorrieta : Valeria
- 1968 : Pecados conyugales (es) de Juan José Alonso Millán (es)
- 1968 : Si volvemos a vernos (ca) de Francisco Regueiro : Matilde
- 1968 : Cuentos y leyendas TV
- 1969 : ¿Por qué pecamos a los cuarenta? (es) de Pedro Lazaga
- 1969 : La muchacha del Nilo de José María Elorrieta : Isabel
- 1969 : ¿Por qué te engaña tu marido?
- 1969 : Estudio amueblado 2.P.
- 1969 : El cronicón (es) d'Antonio Giménez-Rico : Condesa Genoveva
- 1970 : Las siete vidas del gato
- 1970 : Le Jardin des délices (El jardín de las delicias) de Carlos Saura : Nicole
- 1971 : El sobre verde (en) de Rafael Gil : Katia Kayles
- 1971 : X 312 - Vol pour l'enfer (lb)
- 1971 : Blanca por fuera y Rosa por dentro
- 1972 : Los novios de mi mujer
- 1972 : Secuestro a la española (es) de Mateo Cano : Manoli
- 1972 : La garbanza negra, que en paz descanse...
- 1972 : Guapo heredero busca esposa (es) de Luis María Delgado (es) : Marga
- 1973 : Una vela para el diablo (en) d'Eugenio Martín : Verónica
- 1973 : Le Retour des morts-vivants d'Amando de Ossorio : Vivian
- 1973 : Un casto varón español (es) de Jaime de Armiñán : Inès
- 1973 : Las señoritas de mala compañía (es) de José Antonio Nieves Conde : Lola
- 1974 : El insólito embarazo de los Martínez (es) de Javier Aguirre Fernández : Laura
- 1974 : Mi hijo no es lo que parece
- 1974 : Una mujer prohibida
- 1974 : Dormir y ligar: todo es empezar (es) de Mariano Ozores : Elvira
- 1974 : Noche de teatro TV
- 1975 : Ligeramente viudas
- 1975 : Sergeant Berry (en), série télévisée
- 1975 : La hora de... TV
- 1976 : La zorrita en bikini
- 1976 : El libro del buen amor II
- 1976 : Gusanos de seda (es) de Francisco Rodríguez (es) : Rosalia
- 1977 : La Classe (La signora ha fatto il pieno) de Juan Bosch Palau : Patty
- 1977 : Ellas los prefieren... locas
- 1977 : Caperucita y Roja
- 1978 : Carne apaleada (ca) de Javier Aguirre : Berta
- 1978 : El sacerdote (es) d'Eloy de la Iglesia : Irene
- 1979 : El hotel de las mil y una estrellas TV
- 1979 : Mi adúltero esposo
- 1979 : Tigre
- 1979 : Compañero de viaje (en) de Clemente de la Cerda (en) : Rosa Benilde
- 1979 : Memorias de Leticia Valle (es) de Miguel Ángel Rivas : Aurelia
- 1980 : El alcalde y la política
- 1981 : Tú estás loco Briones (es) de Javier Maqua (es) : Sor Angustias
- 1981 : Duelo a muerte'
- 1981 : El lobo negro
- 1981 : Puente aéreo
- 1982 : Bésame, tonta
- 1982 : Vida/Perra (ca) de Javier Aguirre Fernández : Juanita Narboni
- 1983 : El jardín de Venus TV
- 1984 : La zorra y el escorpión
- 1984 : La comedia TV
- 1985 : A la pálida luz de la luna
- 1985 : La comedia musical española TV
- 1986 : Por la calle de Alcalá TV
- 1986 : La voz humana TV
- 1986 : La monja alférez (es) de Javier Aguirre Fernández
- 1987 : El edén TV
- 1987 : Divinas palabras de José Luis García Sánchez : Rosa la Tatula
- 1991 : El amor sí tiene cura
- 1991 : El Quijote de Miguel de Cervantes TV
- 1992 : Chechu y familia
- 1995 : Casa para dos TV
- 1997 : Perdona bonita, pero Lucas me quería a mí de Dunia Ayaso et Félix Sabroso
- 1997 : La novia de medianoche
- 1998 : Ella no está sola
- 2001 : Paraíso TV
- 2002 : Zero/infinito (voix)
- 2002 : X
- 2006 : Medea 2
- 2006 : Vete de mí
- 2008 : Corazón en sombras
- 2008 : El comisario